# كابيتال بلازا
كابيتال بلازا هو مجمع مباني يضم خمسة مبانٍ شاهقة في أبو ظبي، الإمارات العربية المتحدة يقع كابيتال بلازا مباشرة على كورنيش أبوظبي ويضم ثلاثة أبراج سكنية وبرج مكاتب وبرج فندقي.
تم تطوير العقار بواسطة ريسكو ؛ تم تنفيذ إدارة مرافق مجمع المبنى من قبل دوسمان الشرق الأوسط GmbH، وهي شركة تابعة لمجموعة دوسمان الألمانية. هناك 247 شقة (أبراج أ، ب، ج) في المبنى.  يضم برج الفندق فندق سوفيتيل كورنيش أبو ظبي المكون من 283 غرفة،  والذي تم افتتاحه في مارس 2012.  تتضمن قاعدة المبنى ردهة الفندق والمطاعم وعدد قليل من المحلات التجارية.
يضم برج المكاتب أول مصعد من طابقين في الشرق الأوسط مع نظام تحكم في الوجهة 

## البنايات
- برج سكني أ: 39 دور، إرتفاع 173 متر
- برج سكني B: 45 دور ارتفاع 210 متر
- برج سكني ج: 39 دور، ارتفاع 173 متر
- برج الفندق: 37 طابقا ارتفاعه 166 مترا
- برج المكاتب: 34 دور ارتفاع 200 متر

## روابط خارجية
- - كابيتال بلازا أبوظبي
  - كابيتال بلازا - امبوريس